# استجابة الحكومة الهندية لجائحة فيروس كورونا
شملت الاستجابة الأولية لحكومة الهند على جائحة فيروس كورونا (كوفيد-19) في البلاد إجراء فحوص قياس الحرارة للركاب القادمين من الصين، وهو البلد الذي نشأ منه مرض فيروس كورونا في عام 2019، بالإضافة إلى المسافرين القادمين من دول أخرى. مع انتشار الجائحة في جميع أنحاء العالم، أوصت الحكومة الهندية باتخاذ إجراءات التباعد الاجتماعي وبدأت أيضًا بفرض قيود على السفر ودخول البلاد. خلال شهر مارس عام 2020، بدأت العديد من عمليات الإغلاق العامة التي شملت الشركات، وبحلول نهاية الشهر، أمرت الحكومة الهندية بإجراء إغلاق تام واسع النطاق. تم الإعلان عن حزمة اقتصادية في مايو عام 2020.

## خلفية
في 11 يناير عام 2020، أكدت منظمة الصحة العالمية أن فيروس كورونا الجديد سب أمراضًا تنفسية لدى مجموعة من الأفراد في مدينة جايبور في الهند، وأُبلغت منظمة الصحة العالمية بالأمر في 31 ديسمبر عام 2019.

## التدابير الأولية

### يناير - فبراير 2020
طُبقت تدابير الحماية لأول مرة في يناير. بدأت الهند بقياس حرارة الركاب القادمين من الصين في 21 يناير. نُفذت الإجراءات بدايةً في سبعة مطارات، ثم توسعت لتشمل 20 مطار في نهاية شهر يناير. خلال شهر فبراير، توسعت إجراءات الفحص لتشمل المسافرين من تايلاند وسنغافورة وهونغ كونغ واليابان وكوريا الجنوبية. أُضيفت كل من نيبال وفيتنام وإندونيسيا وماليزيا إلى القائمة في نهاية فبراير. سُجل عدد قليل جدًا من الحالات الجديدة خلال شهر فبراير، لكن المجلس الهندي للبحوث الطبية اعترف أن الفحص في المطار وحده لم يكن كافيًا.

### مارس 2020
من بدية مارس حتى منتصفه، كانت الحكومة قد وضعت خططًا للتعامل مع تفاقم الجائحة في البلاد. شمل ذلك سبع وزارات تعمل معًا لإنشاء مرافق إضافية للحجر الصحي والمعالجة في جميع أنحاء البلاد. أُبلغت كافة الولايات بالإضافة إلى عشرين وزارة، بما في ذلك وزارات الداخلية والدفاع والسكك الحديدية والعمل وشؤون الأقليات والطيران والسياحة، بخطة الاحتواء. وُضعت أيضًا خطط لتجنب حالات الذعر. كان على وزارة المنسوجات التأكد من توافر المواد الوقائية والطبية. كان على قسم الصيدلة التأكد من توافر الأدوية الأساسية. طُلب من وزارة شؤون المستهلكين وتوزيع الأغذية والموارد العامة ضمان توافر الضروريات.
في 17 مارس، أصدرت حكومة الهند توجيهات تحث جميع الولايات الهندية على اتخاذ تدابير التباعد الاجتماعي كاستراتيجية وقائية حتى 31 مارس. صدر توجيه حكومي يطلب من جميع قوات الشرطة المسلحة المركزية الدخول في وضع المعركة؛ أُلغيت جميع الإجازات غير الضرورية. تشكلت أيضًا فرقة عمل للاستجابة الاقتصادية لفيروس كورونا.
أنشأت حكومات الاتحاد والولايات أرقام لخطوط المساعدة الوطنية والولائية.

### أبريل 2020
جعلت المدن الهندية الكبرى والعديد من الولايات ارتداء أقنعة الوجه أمرًا إلزاميًا.
في 29 أبريل، أصدرت وزارة الداخلية مبادئ توجيهية للولايات للسماح بالتنقل بين الدول للأفراد المحاصرين. طُلب من الدول تعيين سلطات محورية وتشكيل بروتوكولات لاستقبال هؤلاء الأشخاص وإرسالهم. طُلب أيضًا من الدول فحص الأفراد وحجرهم وإجراء فحوصات طبية دورية.
نشرت وزارة الصحة الهندية مبادئها التوجيهية بشأن علاج حالات فيروس كورونا، والتي تضمنت الموافقة على هيدروكسي كلوروكوين. انتُقدت هذه الإرشادات لاحقًا من قبل الطبيب أنوب أغاروال «لتجاهلها الأدلة [على عدم فعالية الدواء]».

## قيود السفر والدخول
في 3 مارس عام 2020، علقت الحكومة الهندية إصدار تأشيرات جديدة، وتم تعليق التأشيرات التي سبق إصدارها لمواطني إيران وكوريا الجنوبية واليابان وإيطاليا.
تم تعليق جميع التأشيرات في 13 مارس، باستثناء التأشيرات الدبلوماسية والتأشيرات الرسمية الأخرى، بالإضافة إلى السفر بدون تأشيرة للمواطنين الهنود المقيمين في الخارج. طُلب من الهنود العائدين من البلدان المتضررة من فيروس كورونا أن يخضعوا للحجر الصحي لمدة 14 يومًا. توسعت هذه الإجراءات لتشمل المواطنين من أوروبا ودول الخليج والدول الآسيوية بما في ذلك ماليزيا في 17-18 مارس.
بدأ إغلاق الحدود البرية مع ميانمار في 9 مارس بمبادرة من حكومتي ولايتي ميزورام ومانيبور. في 13 مارس، علقت الحكومة الهندية حركة الركاب من جميع البلدان المجاورة باستثناء باكستان. أوقفت حركة المرور من باكستان نفسها في 16 مارس. بالإضافة إلى ذلك، تم تعليق السفر والتسجيل في سري كارتاربور صهيب في هذا التاريخ.

### الفحص
في 4 مارس عام 2020، أعلن وزير الصحة ورعاية الأسر، هارش فاردان، عن الفحص الإلزامي لجميع الركاب الدوليين الذين يصلون إلى الهند. ذكر أيضًا أنه اعتبارًا من ذلك الوقت، خضع 589,000 شخص للفحص في المطارات وأكثر من مليون شخص على الحدود مع نيبال، ووُضع نحو 27,000 شخص تحت المراقبة المجتمعية.

## الإغلاق وحظر التجول
على مدار شهر مارس، بدأت عدة ولايات في جميع أنحاء البلاد في إغلاق المدارس والكليات والمرافق العامة مثل مراكز التسوق والصالات الرياضية وقاعات السينما والأماكن العامة الأخرى لاحتواء انتشار المرض.
- في 15 مارس، أغلقت وزارة الثقافة جميع الآثار والمتاحف التابعة لهيئة المسح الأثري للهند.[21]
- في 23 مارس، أمر رئيس وزراء ولاية ماهاراشترا بحظر التجول على مستوى الولاية وإغلاق حدودها.[22]

## الإغلاق
في 22 مارس، أعلنت حكومة الهند إغلاقًا تامًا في 82 مقاطعة ضمن 22 ولاية وفي مناطق الاتحاد في البلاد حيث أُبلغ عن حالات مؤكدة. وُضعت 80 مدينة بما في ذلك دلهي وبنغالور وتشيناي ومومباي وشانديغار وكلكتا تحت الإغلاق. أغلقت بعض الدول حدودها لمنع الحركة بين الدول.
في 24 مارس، أعلن رئيس الوزراء ناريندرا مودي إغلاقًا وطنيًا كاملًا لمدة 21 يومًا لاحتواء الجائحة. بحلول 6 أبريل، تباطأ معدل المضاعفة ليصبح ستة مقارنةً بالرقم السابق وهو ثلاثة أيام.
بعد التشاور مع رؤساء الوزراء ومدراء الولايات ومناطق الاتحاد في 11 أبريل، أعلن رئيس الوزراء ناريندرا مودي تمديد الإغلاق حتى 3 مايو في خطابه للأمة في 14 أبريل، مع تخفيف مشروط للإجراءات في المناطق ذات الانتشار المنخفض منذ 20 أبريل.
في 1 مايو، مددت حكومة الهند الإغلاق على مستوى البلاد لمدة أسبوعين حتى 17 مايو. في 17 مايو، مددت إدارة الكوارث الوطنية الإغلاق حتى 31 مايو في جميع الولايات الهندية.
في 30 مايو، أُعلن عن رفع قيود الإغلاق من ذلك الحين فصاعدًا، بينما تمدد الإغلاق حتى 30 يونيو في مناطق الاحتواء فقط. استؤنفت الخدمات على مراحل ابتداء من 8 يونيو. سُميت العملية «الفتح 1.0». أوضح رئيس الوزراء مودي لاحقًا أن مرحلة الإغلاق في البلاد قد انتهت وأن «الفتح» قد بدأ بالفعل.
رغم اعتبار عمليات الإغلاق ضرورية بشكل عام، انتُقدت لمفاقمتها مشاكل الناس.

### الإخلاء
نجحت وزارة الشؤون الخارجية برئاسة الوزير سوبرامانيام جايشانكار بالتعاون مع شركة طيران الهند والقوات الجوية الهندية والبحرية الهندية في إجلاء العديد من المواطنين الهنود وبعض المواطنين الأجانب من المناطق الموبوءة بالفيروس.  
بدأت حكومة الهند عملية إخلاء ضخمة للمواطنين الهنود المنكوبين من جميع أنحاء العالم سُميت «مهمة فاندي بهارات» في أوائل مايو. وظفت عدة طائرات تجارية وطائرات نقل عسكرية وسفن حربية بحرية ضمن إحدى كبرى عمليات الإعادة إلى الوطن في وقت السلم في التاريخ. في المرحلة الأولى، أُعيد نحو 14,800 مواطن من المحاصرين في 13 دولة عبر 64 رحلة جوية.
خططت وزارة الطيران المدني بالتنسيق مع وزارة الشؤون الخارجية للمرحلة الثانية من مهمة فاندي بهارات لإعادة المواطنين الهنود من نحو 31 دولة حول العالم إذ سيتم إرسال 149 رحلة جوية.